# Trygve Johannessen
Pour les articles homonymes, voir Johannessen.
Trygve Johannessen (né le 11 janvier 1953 en Norvège) est un joueur de football et entraîneur norvégien.

## Biographie
Johannessen s'est déjà fait un nom dans son club jeunes de Florvåg lorsqu'il signe chez les Viking à l'été 1974 pour un peu moins de 40 000 couronnes norvégiennes, à une époque où l'argent était encore tabou dans le football norvégien. 
Johannessen s'impose rapidement chez les Viking et se révèle être un formidable buteur. Il est plusieurs années le meilleur buteur par saison du club, et est meilleur buteur du championnat avec 17 buts en 1977 et avec 11 buts en 1982.
Après quelque temps dans la réserve des Vikings, Johannessen est vendu à Vidar en 1981. Il redevient un buteur prolifique avec 56 buts en un an, ce qui les fait monter en seconde division. En 1982, il retourne aux Viking et gagne son 5e titre avec le club, et avec son coéquipier Tor Arne Granerud, finit meilleur buteur avec 11 buts.
En 1983, il retourne à Vidar pour deux saisons. Lors des dix premières saisons de sa carrière, il a en tout inscrit 305 buts pour les deux équipes de Stavanger. En 1985, il joue une saison à Brann où il inscrit 11 buts.
Johannessen finit sa carrière au Florvåg IF, où il avait commencé. 
Il devient ensuite entraîneur de plusieurs clubs comme Florvåg, Løv-Ham, Follese FK et Askøy FK.
Johannessen joue 5 matchs en international et 7 matchs en espoirs. Son premier match a lieu le 24 septembre 1975 contre l'URSS. Il joue tous les matchs en 1979 pour les qualifications pour les JO.